# 崔瓘 (博陵)
崔瓘（？—770年），唐朝官员，出自博陵崔氏。
崔瓘在唐代宗时官至澧州刺史。为官以安民为本，削去烦苛，务在安民。经过二年，流亡归还，增户数万，皇帝下诏特进五阶，拜银青光禄大夫。转任潭州刺史、兼御史中丞，充湖南都团练观察处置使，以礼法惩治将吏，大历五年四月，月给粮储，兵马使臧玠与判官达奚覯相争。夜里，臧玠作乱，犯州城，以杀达奚覯为名。崔瓘逃走途中遇害。代宗听说后，悼惜甚久。